# Мідленд (Техас)
Мідленд (англ. Midland) — місто (англ. city) в США, адміністративний центр округу Мідленд і Мартін штату Техас. Населення — 132 524 особи (2020). Місто виробляє багато нафти. Рідне місто президента США Джорджа Буша-молодшого.

## Географія
Мідленд розташований за координатами 32°1′48″ пн. ш. 102°6′35″ зх. д. / 32.03000° пн. ш. 102.10972° зх. д. (32.029931, -102.109697).  За даними Бюро перепису населення США в 2010 році місто мало площу 187,10 км², з яких 186,66 км² — суходіл та 0,44 км² — водойми.

### Клімат
| Клімат : Мідленд                  | Клімат : Мідленд | Клімат : Мідленд | Клімат : Мідленд | Клімат : Мідленд | Клімат : Мідленд | Клімат : Мідленд | Клімат : Мідленд | Клімат : Мідленд | Клімат : Мідленд | Клімат : Мідленд | Клімат : Мідленд | Клімат : Мідленд | Клімат : Мідленд |
| Показник                          | Січ.             | Лют.             | Бер.             | Квіт.            | Трав.            | Черв.            | Лип.             | Серп.            | Вер.             | Жовт.            | Лист.            | Груд.            | Рік              |
| Абсолютний максимум, °C           | 28,9             | 32,2             | 36,1             | 38,3             | 42,2             | 46,7             | 44,4             | 45,0             | 41,7             | 38,3             | 32,2             | 29,4             | 46,7             |
| Середній максимум, °C             | 14,1             | 16,9             | 21,2             | 26,2             | 30,9             | 34,1             | 34,8             | 34,2             | 30,5             | 25,5             | 19,2             | 14,5             | 25,2             |
| Середній мінімум, °C              | −0,9             | 1,4              | 5,0              | 9,6              | 15,3             | 19,6             | 20,9             | 20,4             | 16,7             | 11,0             | 4,0              | −0,6             | 10,2             |
| Абсолютний мінімум, °C            | −22,2            | −23,9            | −12,8            | −6,7             | 1,1              | 8,3              | 9,4              | 11,1             | 2,2              | −7,2             | −12,2            | −18,3            | −23,9            |
| Норма опадів, мм                  | 14               | 18               | 15               | 17               | 44               | 46               | 46               | 47               | 47               | 44               | 18               | 15               | 371              |
| Днів з опадами                    | 3,9              | 3,4              | 2,6              | 3,2              | 6,2              | 4,9              | 5,0              | 5,8              | 6,0              | 4,7              | 3,1              | 3,6              | 52,4             |
| Днів зі снігом                    | 1,6              | 0,7              | 0,2              | 0,1              | 0                | 0                | 0                | 0                | 0                | 0,1              | 0,3              | 0,9              | 3,9              |
| --------------------------------- | ---------------- | ---------------- | ---------------- | ---------------- | ---------------- | ---------------- | ---------------- | ---------------- | ---------------- | ---------------- | ---------------- | ---------------- | ---------------- |
| Джерело: National Weather Service |                  |                  |                  |                  |                  |                  |                  |                  |                  |                  |                  |                  |                  |

## Демографія
Згідно з переписом 2010 року, у місті мешкало 111 147 осіб у 41 887 домогосподарствах у складі 28 953 родин. Густота населення становила 594 особи/км².  Було 44708 помешкань (239/км²).
Расовий склад населення:
| - 75,5 % — білих - 7,9 % — чорних або афроамериканців - 1,4 % — азіатів - 0,7 % — корінних американців - 11,9 % — осіб інших рас |

До двох чи більше рас належало 2,5 %. Частка іспаномовних становила 37,6 % від усіх жителів.
За віковим діапазоном населення розподілялося таким чином: 27,2 % — особи молодші 18 років, 61,5 % — особи у віці 18—64 років, 11,3 % — особи у віці 65 років та старші. Медіана віку мешканця становила 33,0 року. На 100 осіб жіночої статі у місті припадало 94,9 чоловіків;  на 100 жінок у віці від 18 років та старших — 91,6 чоловіків також старших 18 років.
Середній дохід на одне домашнє господарство  становив 98 705 доларів США (медіана — 69 173), а середній дохід на одну сім'ю — 112 777 доларів (медіана — 81 716). Медіана доходів становила 60 149 доларів для чоловіків та 36 335 доларів для жінок. За межею бідності перебувало 9,3 % осіб, у тому числі 12,1 % дітей у віці до 18 років та 10,8 % осіб у віці 65 років та старших.
Цивільне працевлаштоване населення становило 62 878 осіб. Основні галузі зайнятості: сільське господарство, лісництво, риболовля — 19,2 %, освіта, охорона здоров'я та соціальна допомога — 17,7 %, роздрібна торгівля — 11,8 %, мистецтво, розваги та відпочинок — 8,5 %.

## Відомі люди
- Бессі Лав (1898 — 1986) — американська кіноакторка.
- Кеті Бейкер (*1950) — американська актриса.
- Вуді Гаррельсон (* 1961) — американський актор.